# Saison 1 de Ozark
Chronologie
Saison 2
Cet article présente la première saison de la série Ozark.

## Épisodes

### Épisode 1:Sucre d'orge
- États-Unis : 21 juillet 2017 sur Netflix

### Épisode 2:Le Blue Cat
- États-Unis : 21 juillet 2017 sur Netflix

### Épisode 3:Mon sommeil ruisselant
- États-Unis : 21 juillet 2017 sur Netflix

### Épisode 4:Ce soir on improvise
- États-Unis : 21 juillet 2017 sur Netflix

### Épisode 5:Les Jours sacrés
- États-Unis : 21 juillet 2017 sur Netflix

### Épisode 6:Le Livre de Ruth
- États-Unis : 21 juillet 2017 sur Netflix

### Épisode 7:Le Nichoir
- États-Unis : 21 juillet 2017 sur Netflix

### Épisode 8:Kaléidoscope
- États-Unis : 21 juillet 2017 sur Netflix

### Épisode 9:Café noir
- États-Unis : 21 juillet 2017 sur Netflix

### Épisode 10:Le Glas
- États-Unis : 21 juillet 2017 sur Netflix